# Jacob Philipp Sachs von Lewenheimb
Jacob Philipp Sachs von Lewenheimb (26. srpna 1627, Vratislav – 7. ledna 1672, Vratislav) byl lékařem, přírodovědcem, městským fyzikem v hlavním slezském městě.

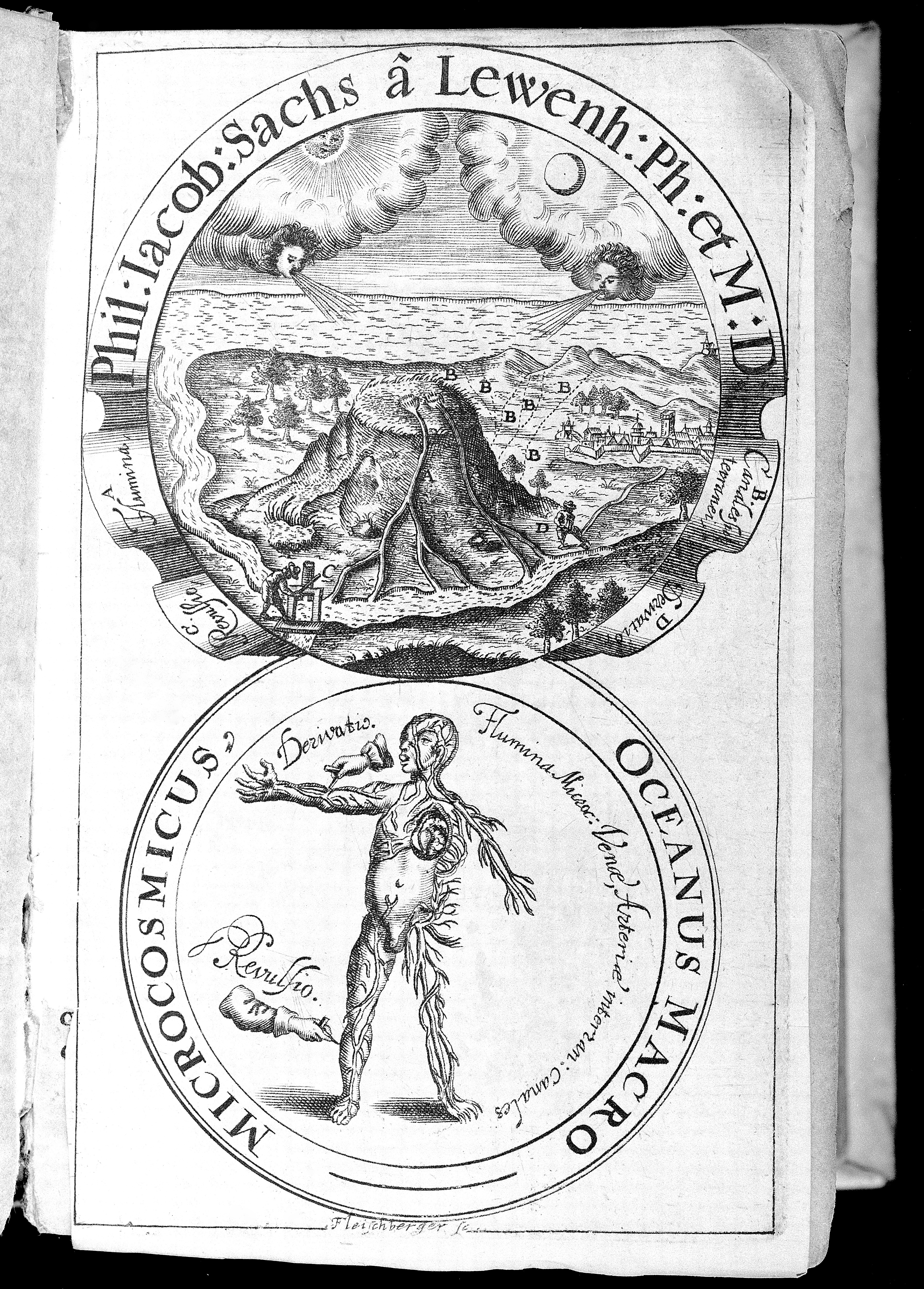
Obrázek z knihy Oceanus macro microcosm

## Život
V jeho rodině byla přítomna lékařská tradice, když jeho děd Daniel Rindfleisch (Bucretius) byl také známým lékařem. Sachs studoval medicínu v Lipsku v letech 1646-1649, tedy na sklonku třicetileté války. Zde získal titul magistra a poté podnikl studijní cestu po nejvýznamnějších západních univerzitách v Nizozemí, Itálii a Francii (ve Štrasburku, Paříži, Montpellier) a doktorský titul získal na vysokém učení v Padově v roce 1651.
Po absolutoriu se vrátil do Vratislavi, kde působil jako soukromý lékař a teprve krátce před svou smrtí byl v roce 1671 jmenován městským fyzikem. Ve Vratislavi se oženil s Annou Magdalenou Benke, s níž měl syna Ernsta Philipa, který se pak stal v roce 1702 členem městské rady. Rod Sachs von Lewenheimb zaujímal význačné postavení ve správě města Vratislav po dlouhá desetiletí. Po svém návratu do hlavního slezského města se snažil udržovat kontakty s kolegy lékaři a přírodovědci v celé Evropě. Tyto kontakty nasbíral během své evropské tour v letech 1649-1651. V roce 1658 se stal členem Academia Naturae Curiosorum, která byla založena jako vědecký spolek lékařskými kolegy ve Schweinfurtu. Z ní se později vyvinula Německá přírodovědecká akademie Leopoldina (Deutsche Akademie der Naturforscher Leopoldina).

## Dílo
Jeho odborná korespondence a deník z velké studijní cesty jsou dodnes k dispozici ve Městské knihovně ve Vratislavi. Korespondoval např. s Athanasiem Kircherem a dalšími dobově významnými lékaři a přírodovědci. K jeho hlavním dílům patří „Ampelographia“, „Gammarologia“ apod. Do historie se zapsal především tím, že začal v roce 1670 vydávat nejstarší medicínsko-přírodovědecký časopis „Ephemerides Academiae naturae curiosorum“.